# Donkey Konga
Donkey Konga (ドンキーコンガ?, Donkī Konga) è un videogioco musicale sviluppato da Namco e pubblicato nel 2003 da Nintendo per Nintendo GameCube.

## Modalità di gioco

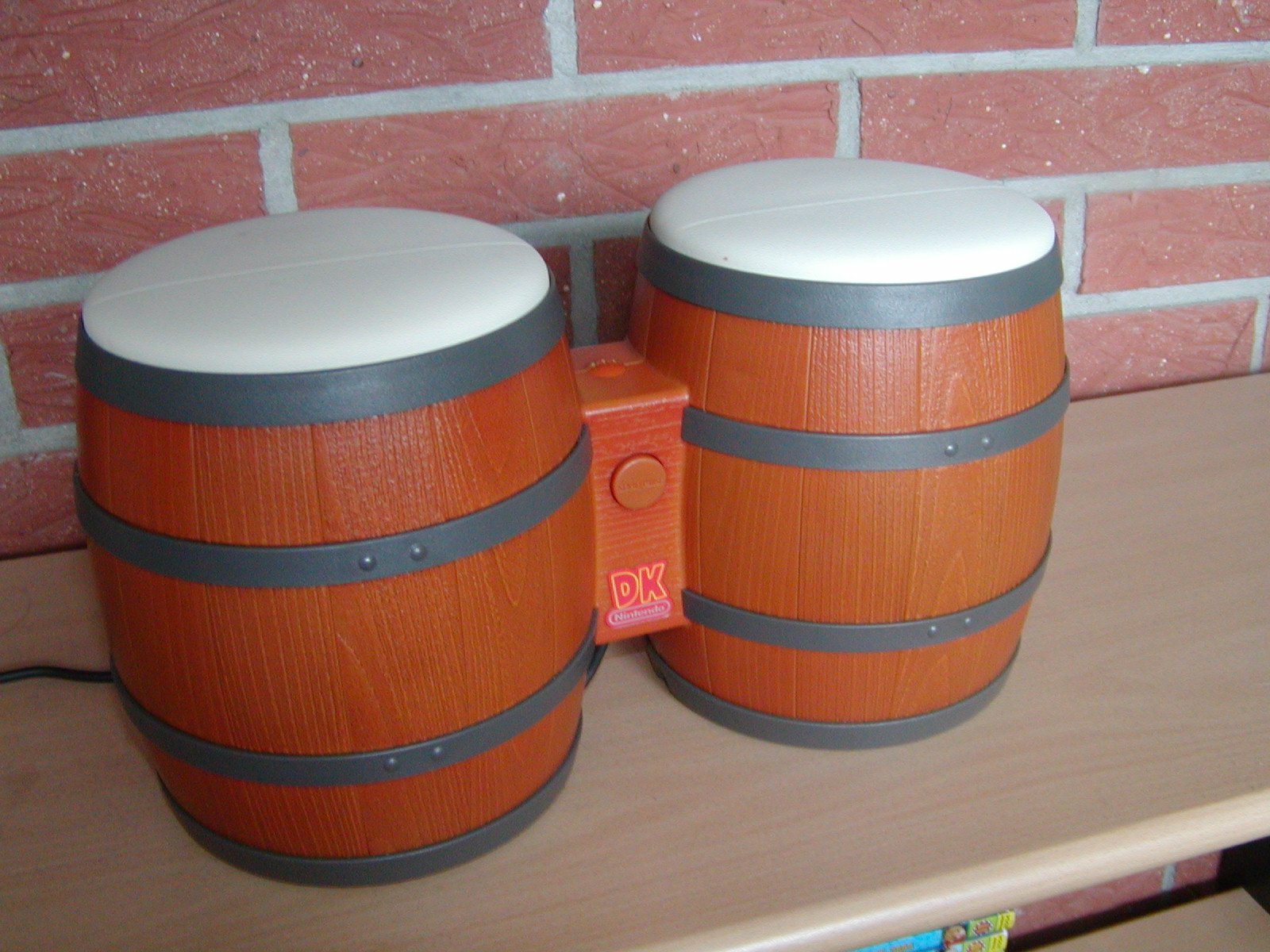
DK Bongos

Creato dagli stessi autori della serie Taiko no Tatsujin, il videogioco richiede l'utilizzo della periferica DK Bongos. Tra le tracce presenti in Donkey Konga, che variano in base al mercato di distribuzione, figurano canzoni dei Queen e dei Blink-182, oltre a musiche tratte da titoli Nintendo appartenenti al franchise di Mario e The Legend of Zelda e da anime tra cui Pokémon e Kirby.